# Acanthochondria constricta
Acanthochondria constricta is een eenoogkreeftjessoort uit de familie van de Chondracanthidae. De wetenschappelijke naam van de soort is voor het eerst geldig gepubliceerd in 1955 door Sueo M. Shiino.